# Государственный музей истории литературы, искусства и культуры Алтая
Государственный музей истории литературы, искусства и культуры Алтая (ГМИЛИКА) — один из крупнейших музеев Алтая. Расположен в Барнауле. Основными направлениями деятельности музея являются история литературы, музыки, театра и кино, изобразительное искусство и народное творчество Алтая. 
Здание музея в Центральном районе Барнаула является памятником архитектуры, истории и культуры конца XIX века.

## О музее
Музей основан 8 сентября 1989 года. 
Здание музея является объектом культурного наследия регионального значения. Поставлено на учёт 24.03.1989 г. под историческим названием «Окружной суд». 
Основатель: Вараксина Тамара Ивановна (1939—2012). 
Организационно-правовая форма: краевое государственное бюджетное учреждение. 
Площади организации: экспозиционно-выставочная 967,5 м2 (с учетом филиалов); фондохранилищ 138,6 м2, парковая 0,6 га. 
Количество сотрудников: 52. 
Среднее количество посетителей в год: 39.000 чел. 
В структуре организации имеются: архив.
Наиболее ценные (уникальные) коллекции: 
- Личный фонд писателя, кинорежиссёра и актера В. М. Шукшина;
- Фонд художника, общественного деятеля Н. К. Рериха и членов его семьи;
- Личный фонд писателя Г. Д. Гребенщикова;
- Предметы из археологических экспедиций С. И. Руденко на Алтае;
- Коллекция икон;
- Коллекция рукописной и старопечатной книги;
- Коллекция музыкальных инструментов.

## История
Государственный музей истории литературы, искусства и культуры Алтая основан 8 сентября 1989 г. в Барнауле на базе литературно-художественных коллекций Алтайского краевого краеведческого музея. Возникновению музея способствовали ученые и деятели культуры Алтая, России, русского Зарубежья, в том числе: музей Н. К. Рериха в Нью-Йорке (США); художники Л. Р. Цесюлевич и И. Р. Рудзите (Барнаул); сестры Л. С. и М. С. Митусовы (Санкт-Петербург); кинорежиссёры, общественные деятели Р. А. и Ю. В. Григорьевы; литературовед А. А. Макаров (Москва); ведущие ученые университетов края. Цель нового музея была сформулирована тогда же — показать место и значение Алтая в мировом культурно-историческом развитии и формировании российской духовности.
С момента рождения до 1992 г. музей располагался на площадях Алтайского государственного краеведческого музея и вел активную деятельность: работала постоянная экспозиция на базе мемориального фонда писателя, актера и кинорежиссёра В. М. Шукшина и фонда семьи художника и мыслителя Н. К. Рериха; проводились научно-практические конференции, в том числе международные; реализовывались выставочные и историко-культурные проекты.
В октябре 1991 г. распоряжением администрации Алтайского края музею было передано в пользование здание особняка золотопромышленника Е. П. Олоровского (1-я пол. XIX в.) — дворянская усадьба городского типа, по адресу ул. Л. Толстого, 2.
29 мая 1992 г. музей впервые открыл свои двери в новом здании и принял посетителей.
Возможность ведения музейной работы в полном объёме активизировала в том числе комплектование фондовых коллекций и собраний — в 1990-е годы музейные хранилища пополняются крупными фондами, среди которых: личные фонды знаменитого сибирского писателя Г. Д. Гребенщикова, российско-немецкого поэта и педагога Э. Э. Каценштейна, литературоведа и литературного критика Н. Н. Яновского, писателя-фронтовика А. П. Соболева, актеров и театральных деятелей В. В. Познанского и Д. Г. Паротикова, композиторов А. В. Анохина и К. К. Княгинина, музыкантов-исполнителей Е. М. Каца и В. М. Бубновича, киноактрисы Е. Ф. Савиновой, художников Б. М. Астахова и А. Г. Вагина, радиожурналиста В. С. Серебряного и многих других деятелей культуры. Значительны тематические собрания по истории алтайских театров, музыкальной культуре, литературному и художественному творчеству Алтая, коллекции театрального костюма, художественной открытки, деревянной и литой иконы, рукописной и старопечатной книги, книжной графики, этнографических материалов.
Многие музейные предметы уникальны. Среди наиболее ценных материалов музейного фонда можно выделить: документы и личные вещи членов семьи Н. К. Рериха, материалы о творчестве В. М. Шукшина, рукописи и эпистолярное наследие Г. Д. Гребенщикова, автографы Ф. И. Шаляпина и Г. Н. Потанина, театральные афиши начала XX века на шелке, редкие музыкальные инструменты.
На 1 октября 2009 года общий объём музейных собраний составил 62 105 единиц хранения основного и научно-вспомогательного фонда и продолжает активно расти.
ГМИЛИКА сегодня — комплексный многофункциональный культурно-исторический и досуговый центр, занимающий заметное место в культурном пространстве города и края, предельно открытый к живым культурным процессам России, мировым тенденциям, играющий важную роль в обеспечении преемственности поколений и культурных традиций.
Его задача — показать место и значение Алтая в мировом культурно-историческом развитии и формировании российской духовности: литературе, музыке, киноискусстве, театре, архитектуре, живописи, народном творчестве.

## Фонды и отделы
Экспозиционный комплекс музея состоит из 12 тематических залов, отражающих историко-культурные процессы на территории Алтая от скифских времен до сегодняшнего дня. Музей осуществляет большую просветительскую деятельность, направленную на расширение культурного пространства в Алтайском крае, являясь одним из организаторов популяризации достижений в области культуры и искусства Алтая. Музей имеет три филиала: Мемориальный музей киноактрисы Е. Ф. Савиновой (с. Ельцовка Ельцовского района), Мемориальный музей поэта Р. И. Рождественского (с. Косиха Косихинского района), Мемориальный музей артиста В. С. Золотухина (с. Быстрый Исток).